# Long Beach Marine Stadium
Le Long Beach Marine Stadium ou stade nautique de Long Beach était le site des épreuves d'aviron des Jeux olympiques d'été de 1932 organisés à Los Angeles aux États-Unis. Le site est enregistré comme point d'intérêt n° 1014 aux California Historical Landmark.

## Histoire
Le site a été acheté en 1923 et le stade maritime a été construit deux ans plus tard après que la baie d'Alamitos a été draguée sur une longueur de 1,5 km. Les 500 mètres supplémentaires ont été dragué avant les Jeux Olympiques. Ce stade constitue le premier parcours de course artificiel aux États-Unis.
En 1997, les stands ont été démolis et les zones ont été plantées d'herbe.
En 2024, le site est retenu pour accueillir les Jeux olympiques de 2028, le comité olympique ayant renoncer à créer une structure nouvelle de compétition sur le Lac Perris. Il a du cependant demander de réduire la distance pour la course en ligne d'aviron de 2000m à 1500m car un pont avait été depuis construit. Le site doit accueillir non seulement les épreuves olympiques d'aviron mais aussi les épreuves de course en ligne de canoë-kayak et les épreuves paralympiques.